# جوزيف فال
جوزيف فال هو طيار بطل كندي، ولد في 17 نوفمبر 1895، وتوفي في 1 ديسمبر 1988 في دنكان، كولومبيا البريطانية ‏ في كندا.